# Волфганг Енгелберт фон Ауершперг
Волфганг Енгелберт фон Ауершперг (на немски: Wolfgang Engelbert von Auersperg, Graf zu Altschloss-Purgstall; * 19 януари 1664; † 31 декември 1723) е граф от австрийския род Ауершперг, господар на дворец Алтшлос в Пургщал на река Ерлауф, Долна Австрия.

## Произход и наследство
Той е син на граф (от 1673 г.) Карл Вайкхард фон Ауершперг (1630 – 1685) и съпругата му графиня Мария Магдалена Хенкел фон Донерсмарк (1633 – 1692), дъщеря на граф Елиас Хенкел фон Донерсмарк († 1667) и фрайин Анна Мария фон Пуххайм (1608 – 1634).
Фамилията Ауершперг купува през 1492 г. замък Пургщал на река Ерлауф и го престроява на ренесансов дворец. През 1568 г. дворецът се дели между католическия и протестантския клон на собствениците. Северната част е на католическия фамилен клон, който веднага се нарича „Нойшлос“, а южната част на протестантския фамилен клон се нарича „Алтшлос“.

## Фамилия
Волфганг Енгелберт фон Ауершперг има общо 8 деца.
Първи брак: през 1687 г. с фрайин Маргарета Констанция фон Дитрихщайн († 15 февруари 1703), дъщеря на Йохан Албрехт фон Дитрихщайн (1617 – 1692) и Елизабет Грюнтал цу Кремс фон Ек. Те имат децата:
- Ева Сузана (*/† 1688)
- Кристоф Албрехт фон Ауершперг (* 1689; † 24 август 1717), женен на 1 юли 1717 г. за фрайин Еберхардина Доротея фон Найперг (* 14 юли 1695); нямат деца
- Анна Каролина (1690 – 1743), омъжена 1715 г. за граф Георг Фридрих фон Ламберг († 1762)
- Мария Йозефа (1693 – 1765), омъжена 1721 г. за граф Хектор Вилхелм Корнфайл фон Вайнфелден († 1759)
- Волф/ Волфганг Августин фон Ауершперг (1700 – 1731), граф на Ауершперг, господар на Алтшлос-Пургщал, женен 1725. г. за братовчедка си Сузана Елизабет Доротея Фридерика фон Ауершперг (* 30 юли 1709; † 24 юни 1731), дъщеря на чичо му Волфганг Августин фон Ауершперг (1677 – 1756) и графиня Мария Елеонора фон Корнфайл-Вайнфелден (1687 – 1717); имат син и дъщеря

Втори брак: през 1703 г. с първата си братовчедка графиня Анна Емеренция София фон Ауершперг (* 25 октомври 1676; † 25 септември 1747, Кирхберг), дъщеря на чичо му Волфганг Максимилиан фон Ауершперг (1633 – 1705) и фрайин Сузана Елизабет фон Полхайм (1647 – 1716). Те имат децата:
- Волфганг Карл (1706 – 1725)
- Волфганг Максимилиан († 1724)
- Сузана Маргарета Луиза фон Ауершперг (* 17 февруари 1712; † 12 септември 1748, Кирхберг), и погребана там), омъжена на 1 юни 1730 г. в Нюрнберг за принц/княз (1764) Карл Август фон Хоенлое-Кирхберг (* 6 април 1707; † 17 май 1767)